# Productores de Música de España
Productores de Música de España (abreujat com a Promusicae) és l'organització nacional responsable de les llistes musicals d'Espanya. És una associació comercial que representa a més del 90% de la indústria musical espanyola. És el grup de la Federació Internacional de la Indústria Fonogràfica (IFPI) per a Espanya. Promusicae té la seva seu a Madrid, al carrer María de Molina, 39.

## Història
Promusicae va començar el 1958 com a representant de l’IFPI a Espanya amb el nom de Grup Espanyol de la Federació Internacional de la Indústria Fonogràfica (Grupo Español de la Federación Internacional de la Industria Fonográfica), encara que no era oficialment una associació, ja que la legislació espanyola durant el règim franquista no reconeixia el dret d'associació fins a 1977. El 1978, es va registrar com a associació amb el nom Associació Fonogràfica Espanyola (Asociación Fonográfica Española) (AFE). El 1982, amb l’aparició i la popularització del videoclip, l’AFE va canviar el seu nom per Associació Fonogràfica i Videogràfica d’Espanya (Asociación Fonográfica y Videográfica de España) (AFYVE). Finalment el 2004, els socis de l'AFYVE, mitjançant Assemblea General, van decidir canviar al seu nom actual, Productors de Música d'Espanya (Productores de Música de España). PROMUSICAE, que és també un joc de paraules amb l'expressió llatina "pro musicae", que significa "per/a favor de la música".
Des del 30 d'abril de 2003, Antonio Guisasola és president de Promusicae, en substitució de Carlos Grande.

## Llistes
Els gràfics es calculen una vegada cada setmana els diumenges. Es basen en les vendes de música al detall a Espanya durant la setmana del dissabte anterior al divendres anterior al càlcul. Els nous gràfics es solen penjar al lloc web Promusicae el diumenge a la nit, hora continental espanyola. A partir de gener de 2015, les 100 millors cançons es basaven en la transmissió i en descàrregues i en vendes físiques.
Les llistes es calculen una vegada a la setmana, els diumenges. Es basen en les vendes de música al detall a Espanya durant la setmana compresa entre el dissabte anterior i el divendres anterior al càlcul. Les noves llistes es pugen a la web de Promusicae normalment el diumenge a la nit, hora continental espanyola. A partir de gener de 2015, les 100 millors cançons es basen en l'streaming i en les vendes tant físiques com de descàrregues.
Promusicae proporciona les taules següents:
- Les 100 millors cançons
- Llista dels 100 millors àlbums
- Llista dels 20 recopilatoris
- Llista dels 20 millors DVD's
- Llista Airplay
- Llista dels 20 millors programes de televisió i ràdio (anual)

## Certificacions
Les certificacions existeixen a Espanya des de mitjans dels anys setanta. Durant aquest període, tant els senzills com els àlbums havien de vendre 100.000 còpies per optar a un disc d’Or, l’única certificació atorgada en aquell moment. El 1982 també hi va haver un premi Doble Or per a àlbums que venien 200.000 còpies.
Actualment, Promusicae s'encarrega de certificar els discos a Espanya. Certifica discos d'Or i Platí en funció de l'expedició d'àlbums i de les vendes de descàrregues digitals.

### Àlbums
Fins l'1 de novembre de 2005, els nivells de certificació dels àlbums musicals a Espanya eren de 50.000 còpies per a l'Or i 100.000 per al Platí. Els nivells actuals, però, són de només 20.000 per a l'Or i 40.000 per al Platí.
Aquesta taula conté els nivells de certificació, quan el programa d'Or i Platí és operat sota Promusicae.
| Certificació | Abans de l'1 de novembre de 2005 | Abans del 6 de setembre de 2009 | Abans de l'1 de novembre de 2011 | Des de l'1 de novembre de 2011 |
| ------------ | -------------------------------- | ------------------------------- | -------------------------------- | ------------------------------ |
| Or           | 50.000                           | 40.000                          | 30.000                           | 20.000                         |
| Platí        | 100.000                          | 80.000                          | 60.000                           | 40.000                         |

### Senzills
Al gener de 2008, a causa de la davallada dels senzills físics, Promusicae va substituir les llistes dels singles físics per dues llistes Top 20 separades, una per a les descàrregues digitals i una altra per als tons originals. El canvi es va reflectir també en les certificacions, i va permetre a cada títol rebre tipus diferents de premis de certificació. Els dos formats de certificació es van combinar al gener del 2009, reflectint, de nou, que les llistes es van convertir en una de sola. Mentrestant, Promusicae va elevar els nivells de certificació a 20.000 per l'Or i 40.000 per al Platí, des dels 10.000/20.000 anteriors.
Individuals físics
En la taula següent es mostren els nivells de certificació, quan el programa d'Or i Platí funciona sota Promusicae.
| Certificació | Abans de l'1 de novembre de 2005 | Abans de l'1 d'abril de 2007 | Des de l'1 d'abril de 2007 | Des de l'1 de gener de 2009 |
| ------------ | -------------------------------- | ---------------------------- | -------------------------- | --------------------------- |
| Or           | 25.000                           | 10.000                       | 10.000                     | Suprimit                    |
| Platí        | 50.000                           | 20.000                       | 25.000                     | Suprimit                    |

Tons originals i descàrregues digitals
En la taula següent es mostren els nivells de certificació, quan el programa d'Or i Platí funciona sota Promusicae.
| Certificació "Original Tones" i "Descàrregues digitals" instituïdes l'1 de gener de 2008 | Abans de l'1 de gener de 2009 | Des de l'1 de gener de 2009 "Tons originals" i "Descàrregues digitals" combinats |
| ---------------------------------------------------------------------------------------- | ----------------------------- | -------------------------------------------------------------------------------- |
| Or                                                                                       | 10.000                        | 20.000                                                                           |
| Platí                                                                                    | 20.000                        | 40.000                                                                           |

Transmissió en temps real (streaming)
| Certificació "Streaming" instituït el 10 de novembre de 2013 | Des del 10 de novembre de 2013 |
| ------------------------------------------------------------ | ------------------------------ |
| Or                                                           | 5.000.000                      |
| Platí                                                        | 10.000.000                     |

### DVDs de música
En la taula següent es mostren els nivells de certificació, quan el programa d'Or i Platí funciona sota Promusicae.
| Certificació | Vendes |
| ------------ | ------ |
| Or           | 10.000 |
| Platí        | 25.000 |

## Pirateria
Com a membre de la Federació Internacional de la Indústria Fonogràfica (IFPI), un dels principals objectius de Promusicae és pressionar perquè s'endureixin les lleis de propietat intel·lectual i s'aturin les violacions dels drets d'autor de la música.
Promusicae ha vigilat les xarxes P2P recopilant dades sobre els seus usuaris que descarreguen música. A l'abril de 2005, Promusicae va afirmar que estava monitoritzant la xarxa P2P Kazaa i que havia enviat "missatges" amb advertències i amenaces legals a més de 10.000 usuaris. A principis de 2008, Promusicae va iniciar un procés judicial contra Telefónica, el major proveïdor de serveis d'Internet espanyol, exigint que les dades personals dels usuaris de Kazaa que monitorizaban fossin lliurats a Promusicae, per poder començar a demandar-los. El cas Promusicae contra Telefònica es va perllongar fins al Tribunal de Justícia de la Unió Europea, que va dictaminar que Telefónica no tenia l'obligació de lliurar les dades dels usuaris a Promusicae.
El juny de 2008, Promusicae va demandar a Pablo Soto, desenvolupador de Manolito P2P, Blubster i Piolet. Promusicae va al·legar que Pablo Soto realitzava competència deslleial i va exigir 13 milions d'euros per danys i perjudicis.
Promusicae és un dels fundadors de La Coalició de Creadors i Indústries de Continguts (La Coalición de Creadores e Industrias de Contenidos), un grup d’empreses que tenen com a missió canviar la legislació espanyola per poder perseguir l’intercanvi d’arxius.